# Jean Thépaut
Pour les articles homonymes, voir Thépaut.
Jean Thépaut (Scrignac, 2 avril 1923 - Scaër, 6 juin 1974) est un résistant communiste français. Il était le fils d'un cheminot et d'une garde-barrière.

## Biographie
Ce résistant originaire de Scrignac appartenait à un groupe de l’Organisation spéciale, une structure mise en place dès la débâcle pour assurer la défense du parti communiste. Composé de militants sûrs, elle fournit l’ossature des Francs-tireurs et partisans. Il a effectué de nombreuses missions à Nantes, à Bordeaux, et à Paris où il se rendait presque chaque semaine et d'où il rapportait des armes et des explosifs. À ce titre on dit qu'il était aux ordres directs du Komintern et qu'il prenait directement ses instructions auprès de la structure Komintern de la France occupée sans passer par les autres structures du parti.
Jean Thépaut passe pour être l'auteur de l'attentat à la grenade contre le Foyer du soldat allemand à Morlaix le 26 décembre 1943. En représailles, les nazis font déporter soixante otages morlaisiens. Trente-quatre d'entre eux mourront en captivité, ils avaient entre 15 et 40 ans. Quelques jours plus tôt, le 12 décembre 1943, il a été l'auteur de l'attentat contre l'abbé Perrot, autonomiste breton et collaborateur. Sa famille a déclaré qu'il ne parlait jamais de l'exécution de l'Abbé Perrot ni de cette période de sa vie somme toute très secrète.[réf. nécessaire] Il sera, pour ses actions menées pendant le seconde guerre mondiale, décoré de la légion d'honneur à l'âge de 21 ans.
Après la guerre, Jean Thépaut s’est engagé dans l’armée française et rejoint les fusiliers marins, suivant en cela les consignes de la direction du PCF d’infiltrer l’armée française colonialiste pour agir en son sein dans un sens communiste. Il est envoyé en Indochine où il commande un poste. Ce poste, toujours épargné tant qu'il y fut commandant et se croyant à l'abri, fut attaqué et décimé par le Vietminh peu après son départ. Il quitta l'armée française avec le grade de capitaine. 